# Neuroleon (Neuroleon) serrandi
Neuroleon (Neuroleon) serrandi is een insect uit de familie van de mierenleeuwen (Myrmeleontidae), die tot de orde netvleugeligen (Neuroptera) behoort. 
Neuroleon (Neuroleon) serrandi is voor het eerst wetenschappelijk beschreven door Navás in 1921.